# الرمس
الرمس مدينة تابعة لإمارة رأس الخيمة بدولة الإمارات العربية المتحدة.

## أصل التسمية
أما عن أصل كلمة (الرمس) فهناك قولان:

### الأول
يشير بعض المؤرخين ورجال المنطقة بأن الرمس مستمدة من كلمة رَّمْس أي ما يستتر من القبر وأَصلُ الرَّمْسِ: الستر والتغطية، ويقال لما يُحْثَى من التراب على القبر: رَمْسٌ. والقبر نفسُه: رَمْسٌ،(تابع في الأسفل تفسيرات كلمة الرمس). وعلى الغالب فإن هذه التسمية جاءت لما تتصف به المنطقة من كثرة المقابر فيها، مع كثرة المعارك التي شهدتها المنطقة في ظل الاستعمار البرتغالي ومن ثم البريطاني وما أسفرت عنه من إراقة الدماء للعشرات من المقاتلين. كما أن المنطقة مرت بسنوات عصيبة شحت فيها الأرض ما جعل الجوع يتسبب في موت الأهالي، إضافة إلى انتشار الأمراض التي فتكت بالمنطقة، وسببت موت الكثيرين. ومنها ما يقال في انتشار مرض الطاعون، ولعل آخر مرض أصاب المنطقة كان الجدري الذي أهلك المئات بل وأفنى عائلات من المنطقة ما جعله يملأ مقبرة كاملة سميت باسم المرض (مقبرة الجدري)، وبالتالي كثرت في المنطقة المقابر، وأطلق عليها هذا الاسم.
ومع أن الرمس لا تتجاوز مساحتها الإجمالية 8 كلم مربع إلا أن بها أكثر من 8 مقابر مشهورة منها ما تم تسويرها وأخرى قديمة اندثرت ملامحها ولكنها معروفة إلى الآن، ومن المقابر (مقبرة السمار) و (مقبرة حنين) الواقعة قرب مصلى العيد و (مقبرة المعزل "الجدري") ومقبرة (غافة الشيخ) و (مقبرة ضاية) و (مقبرة شويص) و (مقبرة القلعة) و (مقبرة الرمس الحالية) وبجوارها (مقبرة الحفور)، أضف إلى ذلك حديث بعض الأهالي الذين شيدوا منازلهم في بعض المناطق بالرمس، إذ تبين بعد بناء أساسات تلك المنازل وبخاصة شعبية الاتحاد القديمة بالقرب من مدرسة القلعة وجود هياكل عظمية ما يدلل على احتمال كونها مقابر.

### الثاني
يشير البعض إلى أن التسمية (الرَّمْسُ) تعني الصوت الخَفِيُّ، أو بالعامية (المرامس) بمعنى المجالس، حيث يشير الأهالي إلى أن سكان الرمس القديمة كانوا يقيمون في جزيرة الحليلة المقابلة للرمس، ويلتقي صيادو المنطقة ليلاً أو وقت الفجر قبيل خروجهم للصيد في موقع الرمس (مرمس) لتجاذب أطراف الحديث قبل ذهابهم إلى البحر، إلى أن صار مجلس صغير لهم فسمي المكان على إثر ذلك (بالرمس). ولعل الكثير من كبار السن يميلون إلى التسمية الثانية.

## السكان
كان أهل الرمس يعتمدون على موارد الصيد من البحر بواسطة اللنشات والهورى ومنهم من يصيد الاسماك على الشاطئ (السيفية) ومنهم من يبحث عن المحار الصغير (الحما) وكذلك أهل النخيل يعتمدون في عيشهم على النخيل فمنه طعامهم ومنه مسكنهم وقت الصيف وكان أغلبهم مزارعين وكانوا يسمون الرجل المزارع بـ (النخيل)ومنهم سكان الجبال وكان اعتمادهم في عيشهم على الرعي والزراعة.
وكانوا أهل حضارة يعتمدون على المطوع أو المطوعة في تعليم أبنائهم القراءة والكتابة وحفظ القرآن الكريم في دار تسمى بـ (الكتاب) كما أن الصغير والكبير كانوا يصلون صلاة الفجر في جماعة.
كان أغلبهم يصيف في منطقة (ضايه)التي كانت سداً منيعاً في وجه كل المستعمرين وأشهر قلاعها (قلعة ضايه)، التي لا تزال شامخةً على قمة إحدى الهضاب ليفتخر بها أهل الرمس وما فعلوه اجدادهم لحماية المنطقة.
والرمس حكمها العديد من الأمراء وآخرهم الشيخ سيف بن عبد الرحمن آل صالح الطنيجي ومن ثم انتقل إلى الشارقة ودفن فيها..
عائلة آل صالح حكمت الرمس منذ مطلع القرن التاسع عشر وحتى 1952م، وقد انتقلت العائلة خارج المدينة بعد هذا العام في دبي والشارقة وقطر.

## أبرز المعالم في مدينة الرمس

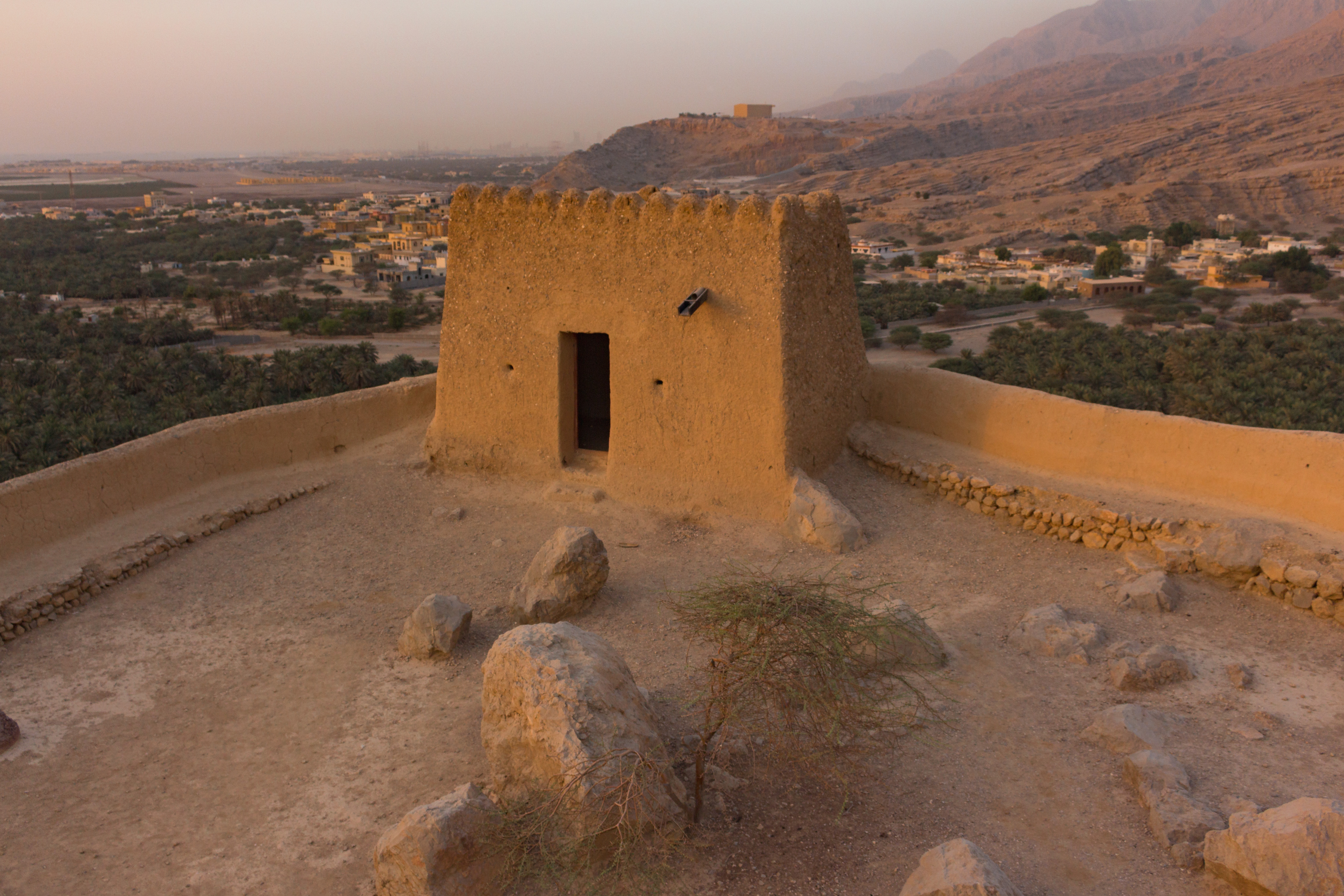
قلعة ضاية

قلعة ضاية شيدت قلعة ضاية في القرن الثامن عشر من الحجارة والطوب الطيني ثم أعيد ترميمها في أواخر التسعينات، وتقع القلعة في منطقة ضاية على تلة مطلة على البحر والجبال ومزارع النخيل ويبلغ ارتفاعها حوالي 70 متر، كما تحتوي القلعة على برجين بينهما ساحة صغيرة محاطة بجدار، وتعتبر القلعة حصن عسكري دفاعي قصير المدى أثناء الهجمات على المنطقة.
متحف الرمس وهو متحف صغير يحوي مقتنيات قديمة تعكس تاريخ وتراث المنطقة كما يحتوي على مجسمات لأبرز معالم المدن في العالم مثل برج خليفة وبرج ايفل وساعة بيغ بن وغيرها.
جزيرة السرايا تتصل بالبر عبر جسر ساحل الرمس وتعتبر من الأماكن السياحية حيث تحتوي على البحيرة الوردية، وعلى العديد من الحدائق وأماكن التخييم ونادي للفروسية.
مزرعة لآلئ السويدي التي تم تأسيسها في العام 2005، وهي عبارة عن مزرعة طبيعية للؤلؤ في مياه الخليج، وهي المزرعة الوحيدة في المنطقة التي تعتمد على المحار المستزرع بشكل طبيعي والذي يلقح يدوياً بدلاً من المحار البحري.
البحيرة الوردية تقع في جزر سرايا التابعة للمدينة، وتعد واحدة من أماكن الجذب السياحية في إمارة رأس الخيمة ودولة الإمارات العربية المتحدة، وقد حصلت على شهرتها نظراً للونها الوردي المميز ويرجع لون البحيرة الوردية إلى ازدهار وتكاثر الطحالب الحمراء التي تنمو في البيئات المالحة وتتكون من مجاميع كبرى تشمل أكثر من 4 آلاف نوع،ويبلغ طول وعرض البحيرة حوالي 40 متراً و10 أمتار